# Lörrach (distrito)
Lörrach é um distrito da Alemanha, na região administrativa de Freiburg, estado de Baden-Württemberg.

## Cidades e Municípios
- Cidades:

1. Kandern
2. Lörrach
3. Rheinfelden
4. Schönau im Schwarzwald
5. Schopfheim
6. Todtnau
7. Weil am Rhein
8. Zell im Wiesental

- Municípios:

1. Aitern
2. Bad Bellingen
3. Binzen
4. Böllen
5. Efringen-Kirchen
6. Eimeldingen
7. Fischingen
8. Fröhnd
9. Grenzach-Wyhlen
10. Häg-Ehrsberg
11. Hasel
12. Hausen
13. Inzlingen
14. Kleines Wiesental
15. Malsburg-Marzell
16. Maulburg
17. Rümmingen
18. Schallbach
19. Schliengen
20. Schönenberg
21. Schwörstadt
22. Steinen
23. Tunau
24. Utzenfeld
25. Wembach
26. Wieden
27. Wittlingen

## História
Em 1 de janeiro de 2009, foi formado o município de Kleines Wiesental a partir do agrupamento dos municípios de Bürchau, Elbenschwand, Neuenweg, Raich, Sallneck, Tegernau, Wies e Wieslet.